# Insight (Album)
Insight ist ein Jazzalbum von Gary Peacock und Marc Copland. Die im Mai 2005 und im Oktober 2007 im Pirouet Tonstudio München entstandenen Aufnahmen erschienen am 29. September 2009 auf Pirouet Records.

## Hintergrund
Gary Peacock und der Pianist Marc Copland hatten zuvor bereits fast 20 Jahre zusammengearbeitet, meistens jedoch im Trio. Peacock war Coplands bevorzugter Bassist bei zwei seiner Trilogie-Sets für die Alben New York Trio Recordings – Modhina (2006) und Voices (2007), beide auf dem deutschen Label Piroueterschienen. Das Duoalbum Insights enthält eine Reihe von Peacock und Coplands eigenen und gemeinschaftlich entstandenen Kompositionen, außerdem vier bekannte Jazzstandard, Gus Arnheims „Sweet and Lovely“, Dave Brubecks „In Your Own Sweet Way“ und die beiden Miles-Davis-Klassiker „Blue in Green“ und „All Blues“ von dessen Album Kind of Blue (1959). Ein weiterer Titele ist Stanley Myers’ melancholischer Titel „Cavatina“, die Erkennungsmelodie aus Michael Cimonos Film The Deer Hunter (1978).

## Titelliste
- Gary Peacock & Marc Copland: Insight (Pirouet PIT3041)[3]

1. All Blues (Miles Davis) 4:21
2. The Wanderer (Marc Copland, Gary Peacock) 2:22
3. Blue in Green (Miles Davis) 6:22
4. Rush Hour (Marc Copland, Gary Peacock) 2:42
5. River’s Run (Marc Copland) 6:44
6. Matterhorn (Marc Copland, Gary Peacock) 2:21
7. The Pond (Gary Peacock) 4:18
8. Goes Out Comes In (Marc Copland, Gary Peacock) 6:48
9. Late Night (Marc Copland, Gary Peacock) 2:24
10. Cavatina (Stanley Myers) 7:24
11. In Your Own Sweet Way (Dave Brubeck) 4:53
12. Benediction (Marc Copland, Gary Peacock) 3:43
13. Sweet and Lovely (Gus Arnheim, Jules LeMare (Chas. N. Daniels)) 3:36

## Rezeption
Alex Henderson verlieh dem Album in Allmusic vier Sterne und schrieb, Peacocks Flexibilität in einer Vielzahl von Jazzsituationen – u. a. mit Paul Bley, Bill Evans, Albert Ayler und Keith Jarrett – war ein Plus, und Insight sei – wie sich herausstelle – ein Album mit intimen Duetten für Bass und akustisches Klavier mit Marc Copland. Insightklinge wie die Arbeit zweier musikalischer Freunde, die sich im Studio treffen und „einen einvernehmlichen Post-Bop-Dialog führen.“ Coplands Pianospiel sei eher impressionistisch, aber für Hörer, die sich von all dieser Komplexität und diesem Intellekt nicht einschüchtern lassen, sei es offensichtlich, dass er und Peacock sich wirklich gegenseitig schätzen.
Nach Ansicht von John Kelman, der das Album in All About Jazz rezensierte, ist das Duo für einen Pianisten, der dunkle, impressionistische und dennoch subtil romantische Spielweise bevorzuge, die intimste Kulisse, und die erste (und bislang einzige) Duettaufnahme dieses Paares, What It Says (Sketch, 2004), sei eine bemerkenswerte Demonstration tiefgreifender Interaktion und erhabener Schönheit gewesen. Peacocks agiere – im Vergleich mit seinem Auftritt in Keith Jarretts Standards Trio – eindeutig kreativer; er fühle er sich hier offener, besonders während der fünf spontanen Kompositionen, die er mit Copland kreierte, lobt Kelman. Es sei ihre angeborene Fähigkeit, Neuland zu betreten und gleichzeitig ihre Quelle zu respektieren, die Peacock und Copland zu einem so überzeugenden Duo mache, so das Resümée des Autors. Insight sei ein klares Fenster in die improvisatorische Denkweise.
Dan McClenaghan, der das Album in All About Jazz mit der Höchstbewertung auszeichnete, zählt „All Blues“ zu den Höhepunkten, eine Neueinspielung von Coplands nahezu perfektem Trioaufnahme des Klassikers in Voices, auf dem Peacock spielte, wobei Paul Motian am Schlagzeug saß. Ohne diesen sei die Melodie lockerer, flüssiger und mit müheloser Leidenschaft wiedergegeben. Wie am gesamten Set herrsche in der Musik „eine zutiefst explorative und mystische Atmosphäre.“ Die von Peacock/Copland-verfasste Komposition „The Wanderer“ zeige Coplands geschmeidige und wunderschöne Kontrolle über den Anschlag. „Blue in Green“, eine Reminiszenz an den Pianisten Bill Evans, der auf dem Original gespielt hat und von dem angenommen wird, dass er die Melodie anstelle von Davis geschrieben hat. Währenddessen ist Peacocks Bass abwechselnd kraftvoll, geschickt, sanft und äußerst sicher, wenn er in die melodische Hauptrolle hinein- und herausrutscht. In „Rush Hour“, einem weiteren Peacock/Copland-Original, zupfe er mit einem kontrollierten und frenetischen Swing.